# Émile Nelligan
« Nelligan » redirige ici. Pour les autres significations, voir Nelligan (homonymie).
Vous lisez un « article de qualité » labellisé en 2016.
Émile Nelligan, né le 24 décembre 1879 à Montréal et mort le 18 novembre 1941 dans la même ville, est un poète québécois influencé par le mouvement symboliste ainsi que par les grands romantiques. Souffrant de schizophrénie, Nelligan est interné dans un asile psychiatrique peu avant l'âge de vingt ans et y reste jusqu'à sa mort. Son œuvre est donc à proprement parler une œuvre de jeunesse. Ses poèmes, d'abord parus dans des journaux et des ouvrages collectifs, sont publiés pour la première fois en recueil par son ami Louis Dantin sous le titre Émile Nelligan et son œuvre (1903).
Ce recueil constitue un ensemble inégal sur le plan de l'authenticité créatrice — nombre de poèmes sont des pastiches ou des reflets de plumes bien connues —, mais révèle néanmoins un poète original au talent indéniable. La musicalité des vers est très certainement l'aspect le plus remarquable de la poésie d'Émile Nelligan. Les principaux thèmes abordés sont l'enfance, la folie, la musique, l'amour, la mort et la religion.
Au fil des ans, sa figure prend de plus en plus d'ascendant et il est généralement vu comme le point de départ de la poésie québécoise moderne, rompant avec la thématique patriotique de son époque pour explorer plutôt son espace intérieur. Depuis plus d'un siècle, Nelligan a inspiré chansons, films, tableaux, pièces de théâtre et même un opéra ; nombre de critiques, d'écrivains et de cinéastes ont exalté son génie, sa folie ou son martyre. Le phénomène a atteint une telle ampleur que sa figure a pris la dimension d'un « mythe » populaire, qui conjoint la figure romantique du poète maudit et celle de l'éternel adolescent. En tant que tel, il a aussi suscité la controverse et certains ont tenté d'attribuer son œuvre à un « compositeur de génie » de ses amis.
Plusieurs de ses poèmes sont « parmi les plus réussis de la littérature québécoise, et mériteraient d'être intégrés au patrimoine de la littérature d'expression française. »

## Biographie

### Enfance
Nelligan est né le 24 décembre 1879 à Montréal au 602, rue De La Gauchetière. Il est le premier fils de David Nelligan, un Irlandais de Dublin arrivé au Canada vers l'âge de sept ou huit ans, et d'Émilie Amanda Hudon, Canadienne-française de Rimouski. Il a deux jeunes sœurs, Béatrice Éva (1881–1954) et Gertrude Freda (1883–1925). Il vit une enfance aisée, entre la maison de Montréal et la résidence d'été des Nelligan à Cacouna. Il s'absente souvent de l'école et sa mère s'occupe alors de son éducation. Il a passé toute sa vie à Montréal avec sa famille, jusqu'à son internement.
Émile Nelligan étudie au Collège Mont-Saint-Louis entre 1890 et 1893. En décembre 1892, il récite un poème lors d'une séance dramatique et musicale organisée en l'honneur du directeur de l'école. En septembre 1893, il commence son collège classique au collège de Montréal, mais il échoue dès la première année et doit reprendre ses éléments latins. En 1895, il poursuit son cours de syntaxe au collège Sainte-Marie de Montréal. Élève distrait et peu motivé, il est toutefois intéressé par le théâtre et se fait remarquer par les poèmes et compositions qu'il écrit, fortement influencés par les poètes romantiques, et dont il est très fier. Ayant encore échoué à sa syntaxe, il abandonne définitivement l'école en mars 1897.
Les relations avec son père sont tendues : « En passant devant la chambre de son fils, le père saisissait à l'occasion des feuilles de papier barbouillées de vers, les déchirait et les jetait au panier, parfois au feu. Il arrivait aussi que le père en colère coupait le gaz au griffonneur malade. »

### Débuts en poésie
Émile Nelligan récite occasionnellement des poèmes lors de soirées culturelles et se prend de passion pour la musique, lorsqu'il voit Paderewski en concert un soir d'avril 1896. Dès cette époque, il fréquente un groupe de jeunes poètes, notamment Arthur de Bussières, de trois ans son aîné et qui vient d'être admis à l'École littéraire de Montréal fondée peu de temps auparavant.
Le journal Le Samedi de Montréal ayant organisé un concours de poésie, Nelligan y participe en envoyant « Rêve fantasque », publié le 13 juin 1896, suivi de huit autres poèmes qui paraissent dans les trois mois qui suivent. À l'instar de la plupart des participants de ce concours, il publie ces poèmes sous un pseudonyme, choisissant « Émile Kovar », nom proche de celui du héros d'une pièce à succès alors jouée à Montréal — Paul Kauvar or Anarchy,. Dès cette époque, le jeune poète est fortement influencé par la poésie de Verlaine, qui guide ses recherches formelles.

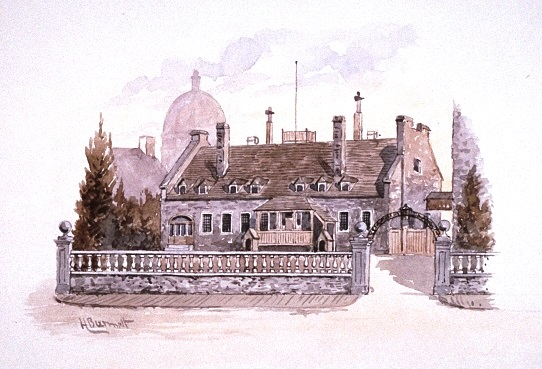
Château Ramezay (vers 1888), où se réunissait l'École littéraire de Montréal.

En février 1897, parrainé par Arthur de Bussières, il soumet sa candidature à l'École littéraire de Montréal et est accepté à l'unanimité. À la séance du 27 février, il lit trois poèmes : Tristia, Sonnet d'une villageoise et Carl Vohnder est mourant. Dans ce cénacle d'une vingtaine de personnes, tous plus âgés que lui, il se fait « remarquer par une persistante mélancolie et une précoce maturité. » Joseph Melançon note dans son journal personnel le soir de l'entrée de Nelligan : 

« Soirée de l'École littéraire. Émile Nelligan, un tout jeune en poésie, lit des vers de sa composition, d'une belle voix grave, un peu emphatique qui sonne les rimes. Il lit debout, lentement avec âme. La tristesse de ses poèmes assombrit son regard. Il y a de la beauté dans son attitude, c'est sûr. Mais ses vers ? —De la musique, de la musique et rien d'autre… »

Il avait une « physionomie d'esthète : une tête d'Apollon rêveur et tourmenté, où la pâleur accentuait le trait (…) des yeux très noirs, très intelligents, où rutilait l'enthousiasme; et des cheveux, oh! des cheveux à faire rêver, dressant superbement leur broussaille d'ébène, capricieuse et massive, avec des airs de crinière et d'auréole. » Émule de Baudelaire, il se lie d'une amitié indéfectible avec le peintre Charles Gill dont « la bohème était légendaire » et cultive une allure de « poète maudit ». Jean Charbonneau, de quatre ans son aîné, le décrit ainsi : 

« Grand, mince, les cheveux en broussaille, majestueux, un pli d'amertume à la commissure des lèvres, les yeux perdus dans l'infini, il n'avait pas l'air de tenir au monde matériel. Il parlait souvent avec emphase. Ses gestes larges embrassaient l'étendue, et sa voix captivante, murmurant comme une mélopée, trahissait l'obsession qui le dominait et semblait influencer ses moindres actes. »

Nelligan participe à deux réunions de l'École littéraire de Montréal, mais démissionne le 27 mars, peu intéressé par les conférences annoncées. Il continue à écrire, cependant, et dès le mois de mai, il envoie au journal Le Monde illustré divers poèmes : « Vieux piano », « Moines en défilade », « Paysage », « Le Voyageur », « Sculpteur sur marbre ». Le premier envoi portait le pseudonyme « E.N. Peck-à-boo Villa », mais Louis Perron, responsable du journal, lui demande de choisir « un nom responsable ». Il les signe dès lors « Emil Nelligan », donnant ainsi une forme germanique à son prénom. En septembre, il publie Rythmes du soir dans L'Alliance nationale et rédige Salons allemands pour un recueil collectif offert à l'occasion du mariage d'un membre de l'École littéraire de Montréal. Mais son humeur devient sombre.
En février 1898, il lit Tristesses lors d'une réunion de l'École. Il s'intéresse à Dante et publie dans Le Monde illustré le sonnet « Sur un portrait de Dante », qu'il signe Emil Nellghan. Au printemps, selon Luc Lacourcière, Nelligan père, qui n'apprécie guère le mode de vie bohème d'Émile, l'aurait mis sur un bateau pour l'Angleterre, mais ce voyage n'avait duré que « quatre à cinq semaines » selon le témoignage de sa sœur Éva; il n'en existe aucune trace documentaire. En revanche, on sait qu'il a passé l'été à Cacouna. De retour à Montréal, il se passionne pour la poésie de Georges Rodenbach à qui il consacrera un poème lors du décès de ce dernier. Il trouve chez Maurice Rollinat une atmosphère morbide qui lui inspirera de nombreux poèmes, tels « Le Chat fatal », « Le Spectre », « La Terrasse aux spectres », « La Vierge noire », « Prélude triste » et « Soirs hypocondriaques ».

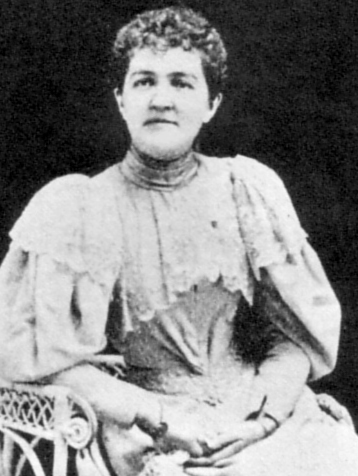
Nelligan a dédié plusieurs poèmes à Françoise, pseudonyme de la journaliste Robertine Barry.

À partir de septembre, cherchant à publier un poème dans une petite revue, il se lie d'amitié avec le Père Seers, plus tard connu sous le nom de Louis Dantin. Celui-ci lui sert de mentor littéraire. En même temps, Nelligan fréquente aussi Robertine Barry, une amie de sa mère, qui vit près de chez eux et qui est chroniqueuse au journal La Patrie sous le nom de Françoise. Il sollicite ses conseils et l'évoque dans plusieurs poèmes : Rêve d'artiste, Beauté cruelle, Le Vent, le triste vent de l'automne, À une femme détestée et À Georges Rodenbach. Malgré ces poèmes enflammés, Françoise lui garde son amitié : « elle publiera ses poèmes, écrira des articles à son sujet, parlera en termes élogieux de sa poésie. »
Il est réadmis à l'École littéraire de Montréal le 9 décembre 1898 et lit « L'idiote aux cloches » et « Un rêve de Watteau ». Lors d'une séance publique subséquente, il lira, outre ces deux poèmes, « Le Récital des Anges ». Il produit une forte impression sur l'auditoire et « plusieurs lui assignent une place d'honneur, tout de suite après Louis Fréchette. »
Invité comme les autres membres à donner une conférence, il inscrit comme sujet « Les poètes étrangers ». Tranchant sur le conservatisme littéraire de l'époque, il proclame Rimbaud un de ses maîtres alors que le symbolisme est boudé par les membres de l'École et a même fait l'objet d'une vigoureuse attaque de la part de Jean Charbonneau lors de la séance du 8 avril 1899.
En 1899, sa production s'intensifie. Le 10 février 1899, il lit « Le Roi du souper », « Le menuisier funèbre », « Le suicide du sonneur », « Le perroquet ». Le 23 février 1899 : « Bohème blanche », « Les Carmélites », « Nocturne séraphique », « Notre-Dame des Neiges ». Le 24 mars : « Le Suicide d'Angel Valdor ». Le 7 avril : « Prière vespérale », « Petit vitrail de chapelle », « Amour immaculé » et « La Passante ».

Le père Pitre, témoin des rencontres entre le père Seers et Nelligan, a raconté au père Boismenu ses souvenirs de cette période d'effervescence : 

« Nelligan arrivait au parloir [du couvent du Très-Saint-Sacrement] tout ébouriffé et excité, « monté à plein comme un cadran ». C'est le mot de Pitre pour dire qu'il était sous tension. Nelligan disait à Dantin qu'il avait fait un rêve, et le lui racontait. Dantin répondait que ça ferait un beau poème. « Mets donc ça en vers! » Dantin faisait des corrections ou proposait des changements. D'autres fois, c'était une idée. Quelquefois, il sortait un papier de sa poche et lisait un poème. Dantin et Pitre l'écoutaient. Puis Dantin disait: « Relis ça ! » Il lisait un vers ou deux. Dantin l'arrêtait : « Faute de grammaire ! » ou « Pas français ! » Ou bien lui indiquait des vers sur le papier: « Reprends ça. C'est pas de la poésie ! » Il « touchait » les poèmes de Nelligan. Par « toucher », le père Pitre voulait dire enlever les bavures, nettoyer les incorrections, etc. Les corrections de Dantin étaient surtout de vive voix, mais parfois il marquait des corrections sur le texte. Le lendemain, ou deux ou trois jours plus tard, Nelligan apparaissait avec le poème corrigé et souvent refait au complet. »

Enfin, le 26 mai 1899, lors d'une séance publique de l'École, Nelligan fait la lecture de trois poèmes, Le Talisman, Rêve d'artiste et son réputé La Romance du vin qui est accueilli avec enthousiasme et reste gravé dans la mémoire collective : « Lorsque le poète, crinière au vent, l'œil enflammé, la voix sonore, clama ces vers vibrants de sa « Romance du Vin », ce fut un délire dans toute la salle. Des acclamations portèrent aux nues ces purs sanglots d'un grand et vrai poète. »
Ce fut aussi son chant du cygne, car ce poème est le dernier qu'il a prononcé en public. En dépit du succès remporté, le « poète broie du noir. La vie lui semble une trame cauchemardesque d'heures et d'incidents. Il veut s'éluder et pourtant il pense encore à son passé où la vie connaissait d'agréables euphories. » Il vit cloîtré et ne voit plus qu'une fois par semaine son ami Dantin, dont il esquisse le portrait dans Frère Alfus, un poème évoquant la légende du moine d'Olmutz,.
C'est à cette époque, selon toute probabilité, que Nelligan aurait composé une série de poèmes très sombres ainsi que son poème le plus connu : Le Vaisseau d'or.

### Descente dans la folie

#### Progression de la maladie
Le poète n'a jamais eu la possibilité d’achever son premier recueil de poésie qui, selon ses dernières notes, devait s'intituler Le Récital des anges ou Motifs du récital des anges. Conformément à une sombre prémonition — « Je mourrai fou. Comme Baudelaire » —, Nelligan est en effet atteint de démence précoce ou schizophrénie, maladie que la médecine était incapable de soigner et dont il ne se remettra jamais. Il n'avait pas vingt ans.
Vision
Or, j'ai la vision d'ombres sanguinolentes

Et de chevaux fougueux piaffants,

Et c'est comme des cris de gueux, hoquets d'enfants,

Râles d'expirations lentes.

D'où me viennent, dis-moi, tous ces ouragans rauques,

Rages de fifre ou de tambour ?

On dirait des dragons en galopade au bourg

Avec des casques flambant glauques.

Selon toute vraisemblance, les troubles avaient commencé dès le mois de mars 1897, mais la névrose s'est fortement aggravée au printemps 1899, suscitant chez l'adolescent des idées de suicide et des crises aiguës de comportement : « cris prolongés, altercations avec son père, rebuffades envers sa mère, mépris total à l'égard de son entourage. Il est probablement survenu à ce moment-là un accès de fièvre avec délire qui amena des lésions cérébrales irréversibles et une fatigue générale propice à l'apathie. » Son ami Louis Dantin a évoqué cette période : 

« Dans les derniers temps, Nelligan s'enfermait des journées entières, seul avec sa pensée en délire, et, à défaut d'excitations du dehors, s'ingéniant à torturer en lui-même les fibres les plus aigües, ou bien à faire chanter aux êtres ambiants, aux murs, aux meubles, aux bibelots qui l'entouraient, la chanson toujours triste de ses souvenirs. La nuit, il avait des visions, soit radieuses, soit horribles : jeunes filles qui étaient à la fois des séraphins, des muses et des amantes, ou bien des spectres enragés, chats fantômes, démons sinistres qui lui soufflaient le désespoir. Chacun des songes prenait corps, le lendemain, dans des vers crayonnés d'une main fébrile, et où déjà, parmi les traits étincelants, la Déraison montrait sa griffe hideuse. »

Dantin donne comme exemple de cette « Déraison » les deux quatrains de l'encadré ci-contre, qui ne sont pas repris dans le recueil et « qui appartiennent à un poème peut-être détruit, en tout cas perdu ».

#### Internement

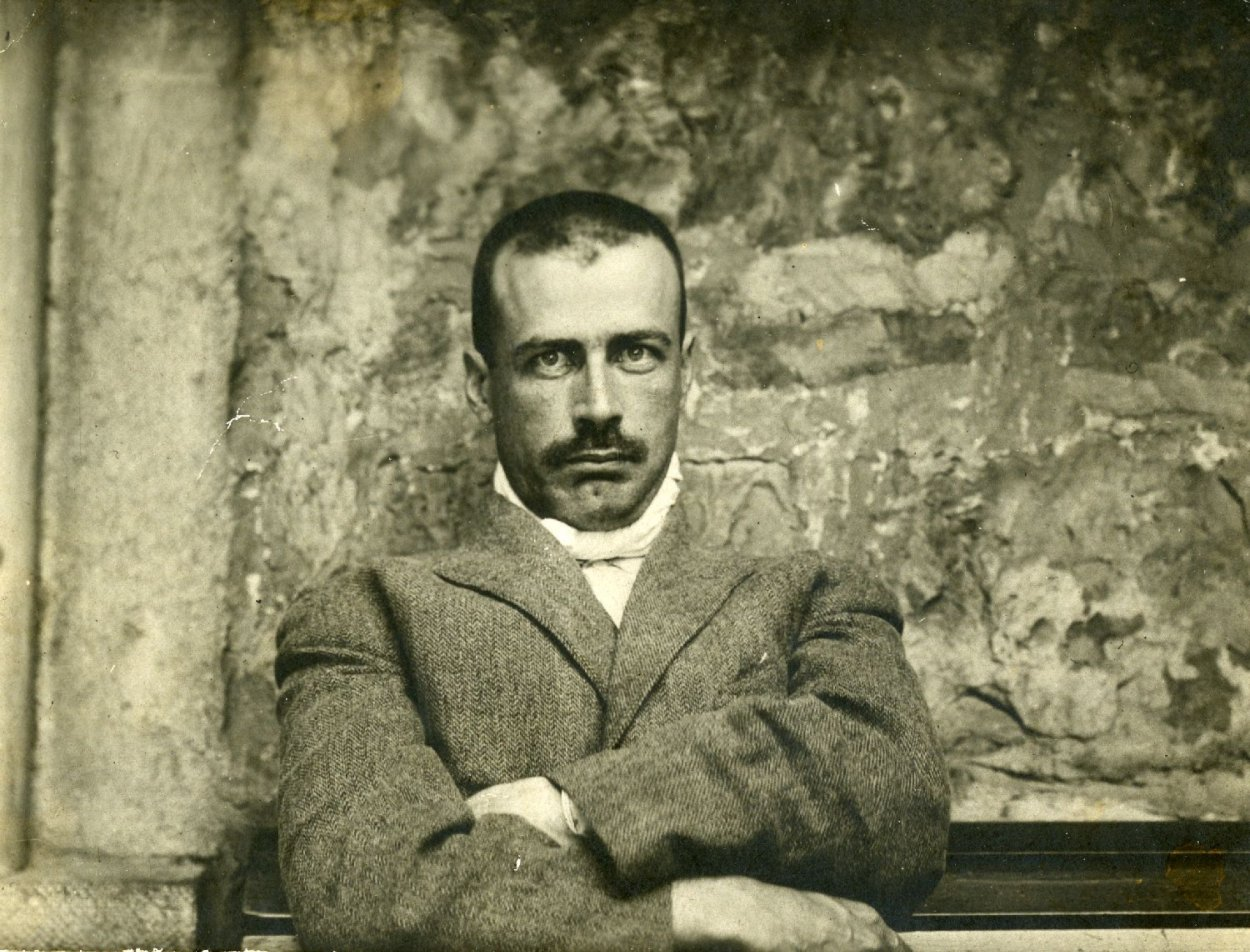
Photo d'Émile Nelligan prise à l'asile Saint-Benoit-Joseph-Labre.

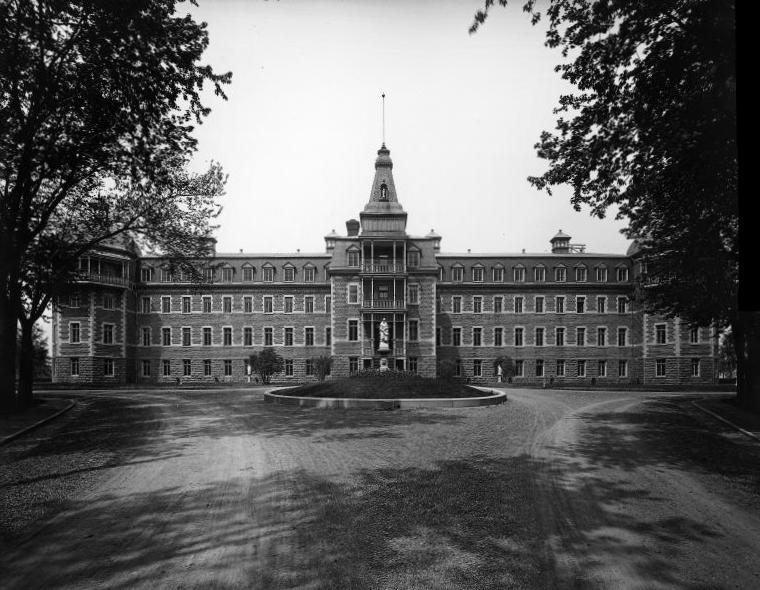
Le poète est interné en 1925 à l'asile de Saint-Jean-de-Dieu. Il y passera les 16 dernières années de sa vie.

À la demande de son père, le poète est interné le 9 août 1899 à la Retraite Saint-Benoît-Labre, un asile tenu par les frères de la Charité dans l'est de l'île de Montréal. On connaît peu de choses sur les conditions de son internement. Il a certainement subi la camisole de force. Il a peut-être même subi une lobotomie comme le laisse entendre un poème de son ami Albert Lozeau, qui avait été révolté par le récit du docteur Choquette sur sa visite à l'asile ; toutefois, cette affirmation ne saurait être prouvée, tout le dossier médical du séjour à cet asile ayant disparu. Selon le témoignage du frère Romulus, on lui a aussi inoculé le virus de la typhoïde afin de le guérir par pyrétothérapie : « il a eu les fièvres typhoïdes ici. Après ses fièvres, on croyait qu'il était guéri. Mais il est retombé. »
Sa mère, profondément dépressive, attendra trois ans avant d'être à même de lui rendre sa seule et unique visite. Outre Dantin et Germain Beaulieu, diverses personnes intéressées par le poète vont le visiter à l'asile, notamment Ernest Choquette et Guillaume Lahaise/Guy Delahaye, qui sera plus tard un de ses médecins traitants.
À l'asile, Nelligan vit retiré dans son monde intérieur : « Pendant ces premières années de sa réclusion, il passait des heures à écrire des vers informes, inintelligibles […] Le plus souvent il restait inerte, à moitié endormi dans une existence végétative tranquille, perdu comme autrefois dans une rêverie, mais plus lointaine et sans attaches avec les réalités de la vie. » Dans un calepin autographe de 1929, il a recopié, de mémoire, « des textes de poètes français et anglais, et 18 de ses propres poèmes d'autrefois, dont le titre est écrit parfois différemment. » « Le Vaisseau d'or » est celui de ses poèmes que ses visiteurs lui demandent le plus souvent de réciter ou de leur copier. En dépit de la maladie, il a gardé une mémoire étonnante et est capable de réciter de mémoire des centaines de vers, de dizaines de poètes.

En 1925, Nelligan est transféré à l'asile de Saint-Jean-de-Dieu. Léo Bonneville a donné un témoignage de la visite qu'il lui a faite : 

« J'ai eu l'insigne honneur de rencontrer Émile Nelligan, un dimanche après-midi de 1939. J'ai passé une heure avec lui, une heure inoubliable. Dans un petit parloir, assis face à face, nous causions bien simplement. De poésie avant toute chose. Et Nelligan me confiait ne plus pouvoir écrire parce que l'inspiration ne venait plus. Mais il avouait aussi que sa poésie, il la portait en lui depuis toujours. Et comme je lui demandais s'il se souvenait encore de ses poèmes et du Vaisseau d'or en particulier, il proposa de me les réciter. Il se leva, tourna les yeux vers le plafond et dit lentement, sans hésiter, monocorde, les mains pendantes, d'une voix grave «Ce fut un grand vaisseau…». Au dernier vers, il porta sa main droite à son cœur. Je le remerciai. Et lui confessai que j'avais une affection particulière pour La romance du vin. Il se leva et récita ce long poème sans élever la voix. »

Nelligan a vécu dans cet hôpital jusqu'à sa mort, le 18 novembre 1941. Sa fiche médicale donne comme causes du décès : « insuffisance cardio-rénale, artério-sclérose, prostatite chronique ».

## Œuvre

### Étapes de publication
Lors de l'internement du poète, seuls étaient connus du public une cinquantaine de poèmes. En 1900, plusieurs poèmes inédits sont publiés dans deux recueils collectifs : Les Soirées du Château de Ramezay et Franges d'autel.
Après avoir publié une série d'articles sur la poésie de Nelligan en 1902, Dantin travaille ensuite à l'édition princeps d'un recueil des meilleurs poèmes, à partir du volumineux manuscrit que lui a confié la mère du poète, en reprenant la distribution en dix sections prévue par Nelligan et en respectant les titres que celui-ci avait prévus. Il lui donne pour préface les sept tranches de sa série d'articles, préface à laquelle certains attribuent la renommée littéraire de Nelligan. Le recueil, prévu pour 1903, paraît en 1904. Il compte 107 poèmes, répartis en dix sections. Commentant le choix de Dantin, Jocelyne Felx note que celui-ci « a malheureusement rejeté de beaux poèmes qui, à ses yeux, avaient le tort d'ouvrir des perspectives sur la schizophrénie, tels « Vision », « Je plaque » et « Je sens voler » », poèmes révélés en 1952.
Après que Louis Dantin eut quitté Montréal en 1903, des poèmes inédits de Nelligan continuent à faire surface, révélés par Charles Gill, Françoise et Germain Beaulieu.
En 1952, Luc Lacourcière publie une édition critique qui regroupe les « 107 poèmes de l'édition Dantin, revus sur les manuscrits disponibles et les publications antérieures; 35 pièces découvertes dans les journaux et revues entre 1896 et 1939 dont neuf ont paru sous le pseudonyme d'Émile Kovar; enfin, 20 poèmes retrouvés dans la Collection Nelligan-Corbeil. »
Compte tenu des textes inachevés que Lacourcière avait rejetés en note, l'édition complète des poèmes de Nelligan compte maintenant 171 titres, dont une quinzaine de poèmes inachevés. De ce nombre, seuls 37 poèmes ont pu être datés avec certitude.
« Son œuvre compte quelque 170 poèmes, sonnets, rondeaux, chansons et poèmes en prose. Parmi les plus célèbres, citons La Romance du vin, Soir d'hiver et Le vaisseau d'or. »

### Art poétique
Au plan formel, la poésie de Nelligan s'inscrit dans des formes classiques, avec une nette prédilection pour le sonnet tout en faisant également une large place au rondel. Le rondel, qui était une forme fixe en honneur au Moyen Âge, avait été remis à la mode par Banville et les parnassiens. Tout en adoptant cette forme ancienne, Nelligan l'adapte à sa sensibilité musicale et à sa recherche de la variété rythmique. Au lieu de se maintenir dans la monotonie de l'octosyllabe, il « manie à merveille l'alexandrin, le décasyllabe, l'octosyllabe et le pentasyllabe, et réussit à intégrer son refrain dans des contextes syntaxiques qui se modifient d'un bout à l'autre du poème. » Il recherche des rimes riches et, comme le note un critique belge en 1905 : « son vers, qui a la fluidité soyeuse et le glissement léger des syllabes verlainiennes, est agréable à l'oreille. »

Le rondel « Clair de lune intellectuel », placé en tête du recueil, peut se lire comme une synthèse des préoccupations du jeune poète : 

« Ma pensée est couleur de lumières lointaines,
 Du fond de quelque crypte aux vagues profondeurs
 Elle a l'éclat parfois des subtiles verdeurs
 D'un golfe où le soleil abaisse ses antennes. »

 Selon Louis Dantin, le poète affirme ici la primauté de la fantaisie et veut créer une atmosphère poétique, en laissant la pensée se diffracter en « une poussière d'idées ». En fait, il y a bien davantage dans ce poème d'une métrique recherchée, car celui-ci contient « une véritable proclamation de l'esprit analogique. [...] c'est dans la variation du dernier vers que tout le jeu prismatique aboutit au clair de lune du titre, mais dans un horizon élargi. » Le critique Henri Cohen y voit aussi un condensé de l'art poétique de Nelligan, où prévaut le jeu des rythmes et des sonorités, et il y relève des « accents baudelairiens » — le jeu des équivalences n'étant pas sans évoquer le sonnet « Correspondances » de Baudelaire.
Un trait fréquent est le renversement du début du poème par sa fin. Ainsi, dans « Châteaux en Espagne », les deux derniers tercets consistent à nier le rêve exprimé par les deux quatrains du début. Le même trope est également présent dans neuf autres poèmes, notamment « Le Vaisseau d'or ».

### Thèmes
Soir d'hiver
Ah ! comme la neige a neigé !

Ma vitre est un jardin de givre.

Ah ! comme la neige a neigé !

Qu’est-ce que le spasme de vivre

À la douleur que j’ai, que j’ai.

Tous les étangs gisent gelés,

Mon âme est noire ! où-vis-je ? où vais-je ?

Tous ses espoirs gisent gelés :

Je suis la nouvelle Norvège

D’où les blonds ciels s’en sont allés.

Pleurez, oiseaux de février,

Au sinistre frisson des choses,

Pleurez, oiseaux de février,

Pleurez mes pleurs, pleurez mes roses,

Aux branches du genévrier.

Ah ! comme la neige a neigé !

Ma vitre est un jardin de givre.

Ah ! comme la neige a neigé !

Qu’est-ce que le spasme de vivre

À tout l’ennui que j’ai, que j’ai !…
Dans nombre de poèmes, le poète exprime sa nostalgie de l'enfance et la crainte des vingt ans, comme si cet âge marquait la sortie définitive du paradis perdu : « Mon âme a la candeur d'une chose étoilée / D'une neige de février.../ Ah! retournons au seuil de l'Enfance en allée ». Dans le poème « Mon âme », il exprime son dégoût de la bassesse et sa peur du monde adulte :
Ah ! la fatalité d’être une âme candide
En ce monde menteur, flétri, blasé, pervers,
D’avoir une âme ainsi qu’une neige aux hivers
Que jamais ne souilla la volupté sordide !
Il évoque souvent l'art et particulièrement la musique, qui lui inspire notamment « Lied fantasque », « Fantaisie créole », « Nocturne », « Prélude triste » et « Mazurka ». On trouve aussi dans son œuvre « des références à plusieurs compositeurs, un lexique musical omniprésent, une grande variété de rythmes phoniques et sémantiques. ». Le jeune poète a aussi une dévotion particulière pour sainte Cécile, patronne des musiciens, qu'il évoque dans trois poèmes, dont les titres ont été modifiés à plusieurs reprises : « Le Récital des anges », « L'Organiste du paradis » et « Rêve d'une nuit d'hôpital ». Alors que le premier pourrait avoir été écrit en 1897, le troisième a été rédigé en 1899, peu après une crise qui lui a valu d'être hospitalisé à Notre-Dame, une clinique psychiatrique, avant d'être interné.
Le jeune poète est fasciné par le rêve et « ces états qui marquent une faiblesse et une fragilité de la psyché ». Selon Louis Dantin, « le jeune poète mettait un orgueil tout particulier à annoncer qu'il mourrait fou, comme s'il pensait acquérir ainsi son auréole de poète ». En témoigne ce quatrain isolé, parmi bien d'autres :
Je sens voler en moi les oiseaux du génie,
Mais j'ai tendu si mal mon piège qu'ils ont pris
Dans l'azur cérébral leurs vols blancs, bruns et gris,
Et que mon cœur brisé râle son agonie.
Sa « fétichisation de la femme » a beaucoup intéressé la critique. Gérard Bessette identifie cinquante-deux poèmes « franchement féminins », où le poète fait allusion à une mère, une sœur, une femme mythologique, une amoureuse, une sainte ou une morte, mais peu de ces poèmes expriment véritablement un sentiment amoureux, sauf dans deux « cycles ». Le premier est constitué de poèmes adressés plus ou moins directement à la journaliste Françoise : « Rêve d'artiste », « À une femme détestée », « Le Vent, le vent triste de l'automne ! », « Beauté cruelle » et « La Vierge noire ». Si le premier sonnet adressé à Françoise (nom de plume de Robertine Barry) n'exprime qu'un désir d'amitié littéraire, le second (« À une femme détestée ») manifeste au contraire un dépit amoureux violent : « De toute évidence, le jeune poète a fait la cour à Françoise et elle n'a pas répondu à ses déclarations », lui interdisant même de recommencer. Françoise n'a d'ailleurs révélé l'existence de ce poème qu'en 1908, en le publiant dans son Journal. Toutefois, aucun de ces poèmes ne fait allusion à la sensualité, à l'amour charnel.
Dans le cycle de Gretchen, au contraire, Bessette voit des traces de sensualité et des allusions aux sensations éprouvées par le poète. Il range dans ce cycle : « Five o'clock », « Gretchen la pâle », « Lied fantasque » et « Frisson d'hiver », ainsi que « Rêves enclos », « Hiver sentimental » et « Soirs d'octobre ». Les allusions sont cependant toujours voilées et très chastes.
En revanche, deux poèmes adressés à des femmes inconnues traduisent de façon symbolique les sentiments du poète. « Châteaux en Espagne » est « un des plus beaux et des plus troublants poèmes de Nelligan. Il présente une fusion unique de rêves littéraires, mystiques et charnels. Les allusions historiques, bibliques et mythologiques y revêtent une telle densité qu'on se demande jusqu'à quel point Nelligan en est conscient. ». Il en va de même pour « Le Vaisseau d'Or », qui « raconte une histoire analogue, mais d'où le poète sort vaincu. ». Avec ces divers poèmes, « [n]ous possédons maintenant tous les éléments du drame œdipéen de Nelligan. Hostilité envers le père, désir de le détruire; affection enveloppante de la mère, amour ambivalent chez le fils qui aboutit à un besoin de la diviniser et en même temps de l'éloigner. » Selon Felx, « la femme nelliganienne offre à l'âme une sorte de milieu opaque et doucement fluide où laisser flotter sa rêverie. »

D'autres thèmes fréquents sont la beauté, la mort et la religion. L'apport de symboles chrétiens reflète la tendance des écrivains symbolistes à réinvestir la religion catholique dans leurs créations. Ainsi, dans une des sections de son œuvre qui s'intitule « Petites chapelles », Nelligan reprend des images classiques comme celle du Christ expirant sur la croix ou des mythes médiévaux comme celui du Juif errant, que Charles Baudelaire et Victor Hugo avaient déjà revisités bien avant lui. Comme l'écrit le poète Jean Charbonneau, qui l'a connu à l'École littéraire de Montréal : 

« Il prend son bien où il le trouve, c'est-à-dire qu'il force son imagination à transfigurer les mots et les images, les revêt de formes exceptionnelles, les dénature, si l'on peut dire, pour leur prêter une nouvelle signification. Une seule phrase, un seul vers entendu lui ouvrent des horizons inattendus. »

Surtout attentif au jeu des sonorités et à la musicalité des vers, il n'hésite pas à se contredire entre diverses versions d'un même poème, comme le souligne Dantin à propos du poème « Le Cloître noir », d'abord intitulé « Les Moines noirs » puis « Les Moines blancs » : « L'idée absente laisse toute la place aux effluves du sentiment. » En revanche, le poète est constant dans l'expression de la nostalgie de l'enfance et de la douleur de vivre. Plus que des thèmes précis, c'est une atmosphère que l'on trouve dans ses poèmes : « Je crois avec Gérard Bessette qu'il n'existe pas vraiment de thèmes chez Nelligan, mais seulement, je résume son expression, l'évolution cyclique d'une atmosphère. La réalité extérieure était si intolérable au poète que la représentation qu'il arrive à se faire des plus doux souvenirs et des plus vifs sentiments même, demeure extrêmement floue. »

### Filiations littéraires
L'œuvre d'Émile Nelligan, qui conserve une étonnante faculté à restituer la musicalité propre à l'alexandrin, a été profondément influencée par Charles Baudelaire et les symbolistes Paul Verlaine et Arthur Rimbaud, dont il avait fait ses auteurs de chevet, ainsi que par Edgar Allan Poe, dont il aimait réciter par cœur le poème The Raven. Il a également fréquenté Rollinat, Théodore de Banville, Alfred de Musset et Georges Rodenbach. Sa poésie garde aussi des traces évidentes de l'influence romantique et lyrique des poètes de la première moitié du XIXe siècle: Vigny et Lamartine, ainsi que le parnassien Leconte de Lisle. Ces multiples influences sont parfois « pur décalque » : doué d'une mémoire exceptionnelle qui lui permet d'apprendre par cœur quantité de poèmes, le jeune poète absorbe facilement ses lectures et emprunte sans discernement à toutes les écoles. Dantin critique d'autant plus volontiers cette part imitative qu'il adhère lui-même à la suprématie de l'idée en poésie et aurait aimé que le jeune poète donne « un cachet canadien » à son œuvre.

La brièveté des années de production du jeune poète ne lui a malheureusement pas permis d'affirmer son appartenance à un quelconque mouvement littéraire. Par leur esprit, ses poèmes appellent au renouveau symboliste dans la ligne de Rimbaud, Verlaine et Mallarmé, qui étaient alors vus comme des poètes « décadents ». En même temps, par la forme, sa poésie se rattache au mouvement parnassien, ainsi que le souligne Dantin : 

« Comme les grands poètes de tous les temps, il voit les choses les plus vieilles sous des angles inaperçus : il y saisit des rapports très lointains, très indirects, qui frappent pourtant par leur simplicité et leur justesse. Il renouvelle l'arsenal usé de la métaphore, et du lieu commun lui-même sait faire une conception personnelle et une création. Ennemi-né de la banalité dans l'art, il cherche toujours le mot typique, le trait expressif, la comparaison imprévue, la sensation raffinée, le coup de pinceau qui fait éclair, la touche subtile qui remuera dans l'âme quelque corde non encore atteinte. »

À la recherche de son propre style, le jeune poète n'hésite pas à pasticher les poètes qu'il aime ou à leur rendre hommage : « l'ombre de tant d'artistes flotte sur cette œuvre qu'elle paraît une polyphonie. Par le plus raffiné des paradoxes, cela devient un des aspects les plus attachants de son génie que l'extrême cohérence qui unit l'expérience intérieure et toutes ces traces de lectures. »

## Réception critique
Lors des deux premières séances publiques de l'École littéraire en 1899, Nelligan ne rencontre pas le succès espéré. Il est vivement blessé par les remarques que lui adresse de Marchy, dans le Monde illustré — remarques dont on a dit qu'elles alliaient bêtise et méchanceté. Nelligan y répondra par « La Romance du vin » qu'il récitera lors de la troisième séance publique deux mois plus tard. Après la parution, en 1900, de quelques-uns de ses poèmes dans les ouvrages collectifs Les Soirées du Château de Ramezay et Franges d'autel, plusieurs articles critiques favorables lui sont consacrés.

### Les articles de Dantin

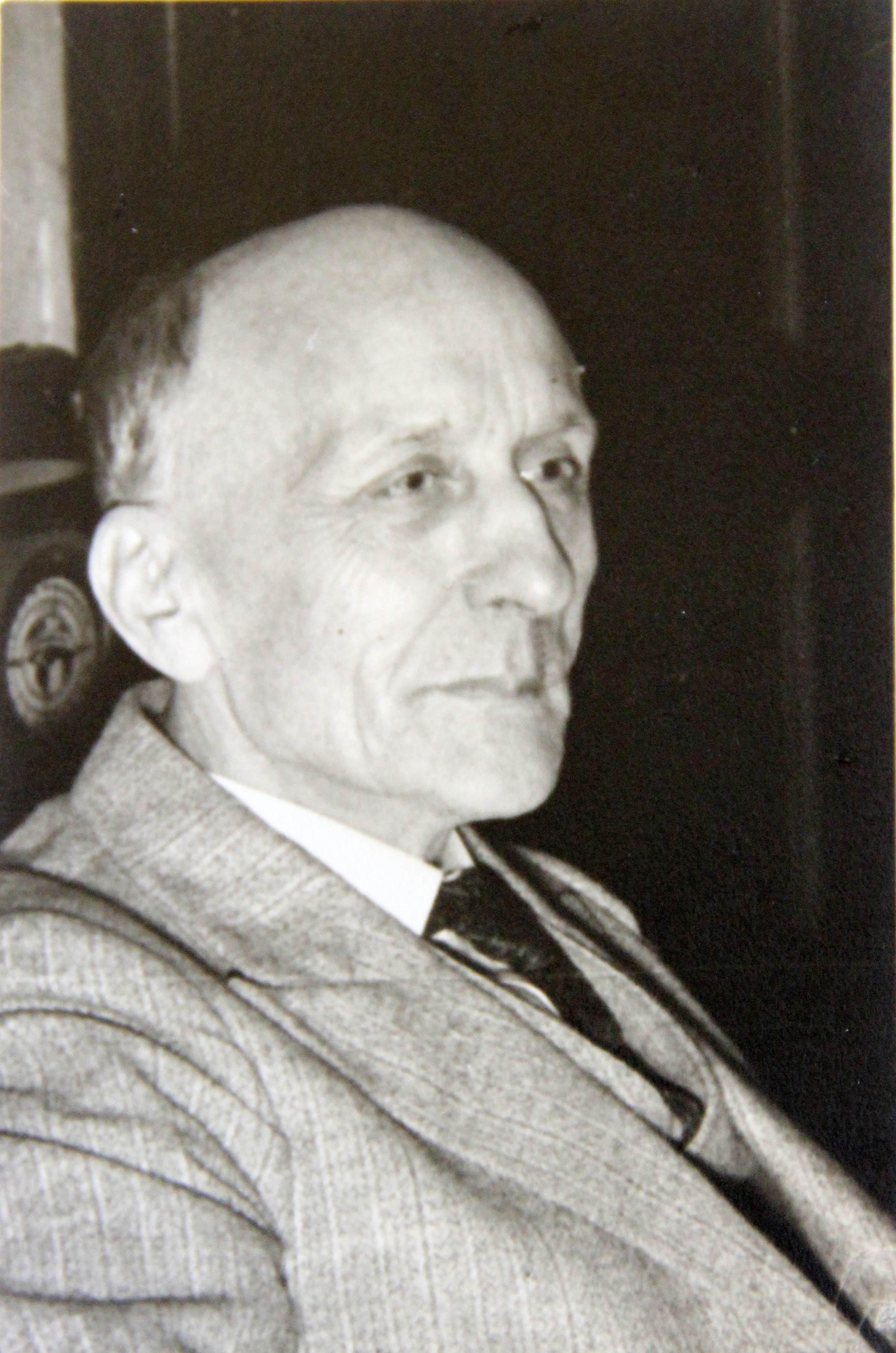
Louis Dantin, ami et mentor du poète, vers 1930.

Mais c'est surtout une série de sept articles de Louis Dantin, publiés dans le journal Les Débats, qui établit le poète à une place prééminente dans la littérature nationale, grâce à une analyse « magistrale ». Dantin commence par témoigner de sa douleur de voir l'intelligence de son ami définitivement éteinte : 

« Émile Nelligan est mort. Peu importe que les yeux de notre ami ne soient pas éteints, que le cœur batte encore les pulsations de la vie physique : l'âme qui nous charmait par sa mystique étrangeté, le cerveau où germait sans culture une flore de poésie puissante et rare, le cœur naïf et bon sous des dehors blasés, tout ce que Nelligan était pour nous, en somme, et tout ce que nous aimions en lui, tout cela n'est plus. La Névrose, cette divinité farouche qui donne la mort avec le génie, a tout consumé, tout emporté. Enfant gâté de ses dons, le pauvre poète est devenu sa victime. »

Il présente le jeune poète comme un véritable prodige : « Cette vocation littéraire, l'éclosion spontanée de ce talent, la valeur de cette œuvre tout inachevée qu'elle demeure, tiennent pour moi du prodige. J'ose dire qu'on chercherait en vain dans notre Parnasse présent et passé une âme douée au point de vue poétique comme l'était celle de cet enfant de dix-neuf ans. »

En dépit de ces éloges, Dantin est aussi critique. Lui qui appréciait surtout la poésie d'idées ne peut que déplorer l'esthétique de Nelligan : 

« Il n'y a rien en lui d'un poète philosophe comme Vigny ou Sully Prudhomme, rien d'un poète moraliste ou humanitaire comme Hugo ou Coppée. Sa fantaisie est son dogme, sa morale et son esthétique, ce qui revient à n'en pas avoir du tout. S'il parle, c'est pour exprimer, non des idées dont il n'a cure, mais des émotions, des états d'âme, et parmi ces états, tout ce qu'il y a de plus irréel, de plus vague et de moins réductible aux lois de la pensée. »

Il regrette aussi « que Nelligan n'ait pas au moins démarqué la part imitative de son œuvre en donnant un cachet canadien à ses ressouvenirs étrangers, ou, plus généralement, qu'il n'ait pas
pris plus près de lui ses sources habituelles d'inspiration. » Ce faisant, Dantin fournit « des arguments dont les régionalistes se serviront pour essayer de contrecarrer l’influence de Nelligan et pour encourager des écrits plus conformes à leur vision de ce que devrait être une littérature canadienne,. »
Dans sa préface, Dantin place l'œuvre de Nelligan sous la figure romantique du poète maudit, figure dont les signes annonciateurs étaient présents dans ses poèmes et même fièrement revendiqués par l'adolescent. Le critique se demande ainsi : « Pourquoi sa tristesse même est-elle toujours hantée du souvenir de Baudelaire, de Gérard de Nerval et autres poètes maudits ? » Cette filiation sera également soulignée par le premier critique français à rendre compte de la parution de son recueil de poèmes, Charles ab der Halden, qui intitule son article « Un poète maudit : Émile Nelligan ».

### Une renommée grandissante
Dès la parution du recueil en 1904, les réactions de la critique sont favorables. La préface de Dantin projette sur l'œuvre un éclairage qui la rend intéressante et exceptionnelle et dont s'inspireront les critiques subséquents. Charles Gill dit de cette préface qu'elle est « la critique la plus impartiale et la plus juste que jamais un Canadien ait pu faire de poésies canadiennes ». En 1905, un article du Mercure de France rapproche Nelligan de Laforgue et de Max Elskamp et suggère « de rechercher dans les feuillets inédits d'Émile Nelligan si quelques pièces ne vaudraient pas d'être publiées encore, car s'il a paru louable à l'éditeur de ne rien conserver qu'un aliment possible "pour la jeune fille la plus chaste", les cahiers du pauvre jeune homme peuvent contenir des œuvres plus dignes de le représenter ».

Le critique français Charles ab der Halden se montre particulièrement positif, saluant le génie du poète et son originalité : 

« Il y a en effet dans l'œuvre de Nelligan des accents d'une profondeur à laquelle le Canada ne nous avait point accoutumé. […] Avec lui, si la poésie de son pays perd en couleur locale, elle s’élargit en même temps qu’elle devient plus intime. […] Mais le grand résultat de sa tentative, c’est d’assouplir le vers français là-bas. […] On peut se demander si jamais un poète canadien avait, avant Nelligan, créé une image. Ce n'est que par la brièveté de son souffle et l'inégalité de son inspiration qu'on devine l'écolier et l'enfant. Mais cet enfant avait du génie. »

Selon Albert Lozeau : « L'œuvre merveilleuse et incomparable de Nelligan, douloureuse comme la vie, poétique comme un rêve et belle comme la lumière, restera le plus riche trésor littéraire dont puisse s'enorgueillir le Canada français. » Pour Albert Laberge, ces poèmes mettent Nelligan « à côté de Georges Rodenbach, de Fernand Gregh et de Paul Verlaine ».
En 1918, Robert de Roquebrune publie une importante étude dans laquelle il décrit Nelligan comme « une figure héroïque et sacrée », profondément moderne, et qui est par excellence « le poète de l'adolescence ». Le poète est assimilé à « une figure d'archange » : « annonciateur de beauté, d’ordre et de joie, il se tient à la porte d'un paradis ». En même temps, sa physionomie était « prédestinée au double vertige de l'art et de la folie ». Même s'il a cessé d'écrire depuis des décennies, Nelligan est de plus en plus revendiqué par les auteurs désireux de s'aligner sur la modernité littéraire.
La figure de Nelligan prendra dès lors de plus en plus d'ascendant, comme on peut le voir à travers les diverses éditions du manuel d'histoire littéraire de Camille Roy. Dès les années 1920, Nelligan est reconnu comme « le point de départ de la poésie moderne ». Marcel Dugas y voit « l'apparition de la poésie pure » : « Nelligan fut un libérateur... À partir de Nelligan, l'art individualiste était né. »
Dès 1924, sa renommée s'étendait au Canada anglais, où Archibald McMechan lui consacre une section dans son manuel de la littérature canadienne. En 1930, il se détache nettement comme un poète de premier ordre : le seul vers « Ma pensée est couleur de lumières lointaines », tiré de « Clair de lune intellectuel », suffirait à attester l'existence d'une littérature canadienne, écrivait alors le critique E. K. Brown. Une sélection de ses poèmes, traduite en anglais par P. F. Widdows en 1960, avec texte français en regard, sera constamment rééditée. En 1983, Fred Cogswell traduit l'œuvre complète dans The Complete Poems of Émile Nelligan. Le recueil de Nelligan sera également traduit en espagnol par Claude Beausoleil (1999) et en polonais par Joanna Paluszkiewicz-Magner (2003).

Après sa mort en 1941, le public s’intéresse de plus en plus à Nelligan et son œuvre suscite un intérêt croissant chez les spécialistes. Un des premiers critiques à étudier les poèmes au plan stylistique est Gérard Bessette en 1946. Au terme d'une étude fouillée sur les images chez des dizaines de poètes, celui-ci conclut : 

« il a créé avec une fécondité apparemment inépuisable une profusion de figures neuves, originales, éblouissantes qui, non seulement rejettent dans l'ombre les meilleures réussites de nos autres poètes, mais qui égalent celles des plus grands créateurs d'images français : un Baudelaire, un Rimbaud, un Valéry. »

Jacques Ferron voit dans la figure de Nelligan un véritable héros, écrivain engagé au sens fort du terme. Nelligan est aujourd'hui généralement considéré comme le premier grand poète québécois. Même s'il « n'a pas légué une œuvre parfaite et uniforme […] certains de ses poèmes sont, encore aujourd'hui, parmi les plus réussis de la littérature québécoise, et mériteraient d'être intégrés au patrimoine de la littérature d'expression française. » Certains de ses vers sont d'une rare beauté, révélant à la fois la facilité à écrire du poète et annonçant le drame mental dont il prévoyait de façon très lucide l'éclosion. Ainsi, le dernier tercet du sonnet Le Vaisseau d'or : 

« Que reste-t-il de lui dans la tempête brève ?
Qu'est devenu mon cœur, navire déserté ?
Hélas ! Il a sombré dans l'abîme du Rêve ! »

Nombre d'auteurs ont noté l'émotion provoquée par leur découverte des poèmes de Nelligan, tel Pierre Châtillon : « Ma découverte de l'œuvre de Nelligan fut un choc. » Examinant le poème « Châteaux en Espagne », cet auteur voit le jeune Nelligan comme « un rêveur de feu. Il n'ambitionne rien de moins que de posséder tout le globe. Il rêve de gloire comme un conquérant. »
L'aura de poète maudit qui accompagne la figure de Nelligan lui vaut une vénération quasi mystique, dont fait foi Nicétas Orion, dans Émile Nelligan, prophète d’un âge nouveau (1996). Pour lui, l'âme de Nelligan, c'est « l'âme du peuple québécois » et sa déchéance apparente dans la folie est comparable à la passion du Christ : « Tout à fait à la façon du Christ, Nelligan a endossé nos tares névrotiques pour que nous en soyons guéris. Il a porté notre folie pour que nous puissions penser librement. »

### Formation d'un mythe national

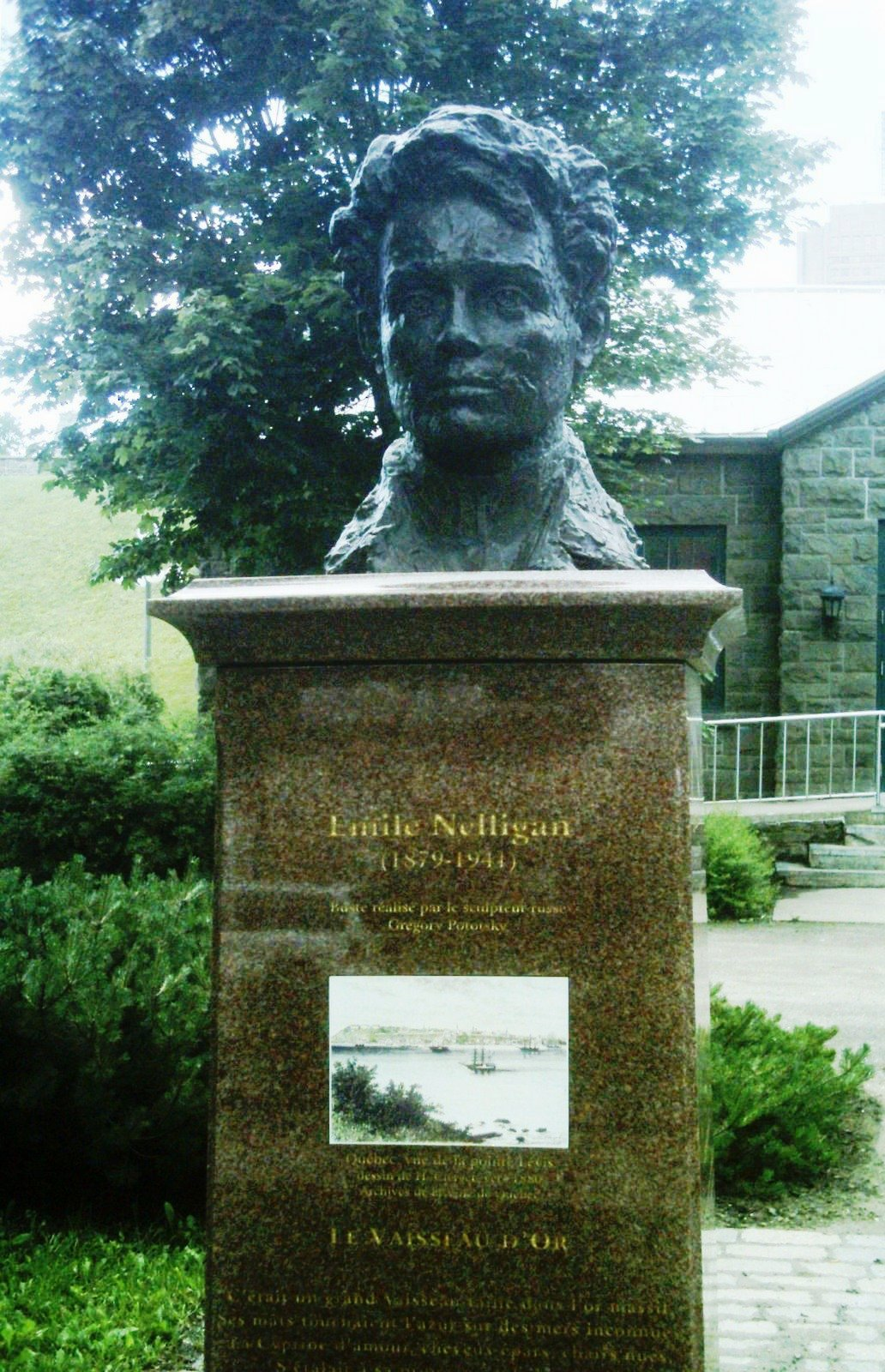
Monument à Émile Nelligan au centre-ville de Québec, par Gregory Pototsky (2004).

Comme le signale Nelson Charest, « dans le cas de Nelligan, ce ne sont ni ses œuvres ni l'auteur qui sont le mieux connus : c'est le « mythe » de Nelligan, mélange de fiction et de réalité qui est vite devenu le symbole d'une naissance difficile de la littérature québécoise. » Le poète répond en effet au double poncif du poète romantique génial et du marginal exclu de la société.
Le fait qu'il soit exalté comme un génie et qu'il ait été enfermé comme fou confère à son personnage une dimension paradoxale qui suscitera inévitablement des travaux de réévaluation critique. Dès 1966, Nicole Deschamps identifiait l'aura mythique dont on avait entouré le poète comme tenant en partie à son adéquation avec l'image du Québécois aliéné.
Dans Le mythe de Nelligan, un essai de type psychanalytique publié au lendemain de l'échec du référendum de 1980, Jean Larose voit une allégorie du peuple québécois chez le poète qui sombre dans le silence au lendemain même de son triomphe lors de la séance du 26 mai 1899 : « l'exagération paroxystique du triomphe [élection du Parti québécois le 15 novembre 1976] déterminait, à distance, le découragement non justifié de l'après-référendum ». Dans les deux cas, il y aurait incapacité, tant chez le poète que dans le peuple québécois, à assumer son propre génie. Pour François Hébert, qui juge sévèrement l'essai de Larose, « on n'a pas vraiment devant soi Nelligan sous son mythe (au sens ici de mensonge). On a plutôt Larose lui-même et son théâtre personnel. »
Dans Nelligan n'était pas fou (1986), Bernard Courteau soutient que Nelligan avait choisi de simuler la folie. Il invoque divers témoignages montrant que Nelligan a conservé jusqu'à la fin de sa vie une mémoire extraordinaire. Toutefois, sa démonstration, qui cite un journal imaginaire de Nelligan et donne des extraits de son monologue intérieur, est considérée par un historien comme « fantaisiste […], inacceptable pour une biographie scientifique ». Les nombreux témoignages de l'époque confirment la réalité de la maladie du poète : « Toute l'affectueuse et lucide sollicitude de l'étudiant en médecine (Guillaume Lahaise) à l'égard du poète suffirait à elle seule à discréditer les fantaisies farfelues, quoique bien intentionnées, de ceux qui se refusent à reconnaître le fait pourtant indéniable et concrètement avéré contre tout faux-semblant de complot, du fait permanent de la maladie du poète. »
Pour Pascal Brissette, qui adopte une démarche sociocritique, on peut parler d'un « mythe » parce que : « Nelligan, pour la collectivité québécoise, est à la fois le feu et l'eau, un lion et un papillon, un astre et une épave, Prométhée et Icare. C'est ce qui fait de lui un mythe. Si la signification de Nelligan était une, il serait emblème, à la limite symbole, mais non mythe. Le propre du mythe est de rendre cohérents, dans un langage second, une réalité complexe et des faits contradictoires. »

François Hébert conteste le rôle donné à Dantin dans ces approches « mythiques » : 

« Les deux écoles de pensée (psychanalyse chez Larose et sociocritique chez Brissette) se seront heurtées au mythe, au sens fort du mot, à la parole ou à la voix de Nelligan, à sa poésie en un mot, à laquelle Dantin croyait sincèrement, affectueusement, malgré certaines réserves, et auront frappé un nœud, car le mythe est l'étrange moyen par lequel l'homme et le dieu dialoguent à l'unisson, notamment dans la langue de la littérature, des arts et des figures, et en particulier dans la poésie. »

Né de père irlandais et de mère canadienne-française, Nelligan a choisi de prononcer son nom à la française et même de l'orthographier parfois de façon à en effacer l'origine anglaise, tels « Nellighan » et « Nélighan ». Les premiers critiques considéraient cette double ascendance linguistique comme une richesse potentiellement conflictuelle, tant Roquebrune que Dantin : « Né d'un père irlandais, d'une mère canadienne-française, il sentait bouillir en lui le mélange de ces deux sangs généreux. C'était l'intelligence, la vivacité, la fougue endiablée d'un Gaulois de race, s'exaspérant du mysticisme rêveur et de la sombre mélancolie d'un barde celtique. Jugez quelle âme de feu et de poudre devait sortir de là ! quelle âme aussi d'élan, d'effort intérieur, de lutte, d'illusion et de souffrance!... » Après la Révolution tranquille, quand les deux langues sont considérées comme profondément antagonistes, ce bilinguisme est vu de façon négative et le malheur de Nelligan vient précisément de cette hérédité, selon Jean Éthier-Blais : « Ainsi se retrouvent dans la vie poétique des peuples les crimes célestes de la chambre et du lit. » La même idée revient avec force dans l'opéra de Michel Tremblay, qui insiste sur l'impossibilité de fusionner les cultures anglaise et française dans « une famille normale » : « Un père anglais. Une mère française. Des enfants forcés à choisir entre leur père et leur mère. Une famille coupée en deux dès le départ, vouée à l'échec. »

### Controverse sur le «véritable» auteur
Dans Le Naufragé du Vaisseau d'or, Yvette Francoli défend la thèse selon laquelle Louis Dantin serait le principal auteur de l'œuvre publiée d'Émile Nelligan,. Comme le notent Vincent Lambert et Karim Larose, « En plus de nourrir une sorte de théorie du complot dans laquelle tremperaient plusieurs acteurs du monde littéraire du début du XXe siècle, la thèse du Naufragé table en fait sur notre fascination naturelle pour le drame littéraire. »

Cette thèse avait déjà été avancée par Claude-Henri Grignon en 1938 dans les Pamphlets de Valdombre, mais c'était de façon voilée et sans nommer précisément Dantin. Dès qu'il en prend connaissance, Dantin déplore l'insulte faite ainsi à Nelligan, et y réagit dans une lettre à Jules-Édouard Prévost ainsi que dans sa correspondance avec Germain Beaulieu, où il qualifie cette supposition de « fielleuse canaillerie ». Il  reconnaît avoir fait tout au plus une douzaine de retouches pour l'ensemble du volume « n’affectant jamais à la fois plus d’un mot ou un vers, et, sauf trois ou quatre peut-être, ne concernant que des erreurs ou des gaucheries grammaticales ». En outre, écrit-il, l'œuvre de Nelligan « n'est pas de moi, car elle n'exhibe ni mon style ni ma conception de la vie. » Il précise : 

« En résumé, j'ai recueilli des cahiers de Nelligan, tous écrits de sa main, les pièces qui m'ont paru dignes de survivre. J'ai dû choisir souvent entre plusieurs versions de la même pièce. Les textes que j'ai gardés, je les ai conservés tels quels, sauf des altérations minimes qui s'imposaient à ma conscience d'éditeur et d'ami, et qui ne pouvaient d'aucune manière diminuer le rôle d'auteur unique appartenant à Nelligan. Je n'ai pas refait ces poèmes, parce que j'étais incapable de les avoir faits… »

Dantin, qui avait la passion de la Vérité , tient encore le même témoignage dans ses propos à Nadeau quarante ans plus tard. Il n'a jamais caché son rôle de mentor auprès de Nelligan, et y fait allusion dans sa Préface de 1903. Aussi François Hébert l'a-t-il désigné comme « notre premier professeur de création littéraire ». Dantin rapporte même avoir suggéré au jeune poète le sujet du poème « Les Déicides », publié en octobre 1898 dans la petite revue religieuse dont il s'occupait — pièce qui, selon Wyczynski, n'est pas dans la meilleure veine nelliganienne. En tant qu'éditeur des poèmes de Nelligan, Dantin fait preuve du même souci de rester fidèle à la vérité du texte original, se limitant à des corrections mineures inhérentes au travail d'édition : « le scrupuleux Dantin n'aura toujours agi qu'avec prudence et non sans hésitation. »
Germain Beaulieu — avocat à l'esprit positif hautement respecté, qui était président de l'École littéraire de Montréal au moment où Nelligan y fut admis et qui assista à plusieurs des séances privées au cours desquelles le jeune poète lisait ses textes — réfute avec force les allégations de Valdombre : « J'oppose à Valdombre une dénégation formelle et je démontre l'inanité de sa déclaration au moyen des comptes rendus de l'École littéraire. » Dans un article qu'il soumet alors à la revue Les Idées, il confirme les déclarations de Dantin sur les étonnants dons poétiques de Nelligan, rappelant que « les membres de l'École avaient pour cet enfant une admiration sans borne [et] lui reconnaissaient des dispositions extraordinaires ». Il reconnaît cependant que le jeune poète était loin d'être arrivé à la « perfection de la forme », mais « en poésie, le génie réside non dans la forme, non même dans la force ou la profondeur de la pensée, mais dans l'exaltation d'un sentiment dont l'expression vraie, sincère, enthousiaste, fait vibrer au même diapason l'âme du lecteur et celle du poète. » Corroborant la position de Beaulieu, la revue fait suivre son article d'une appréciation élogieuse de la poésie de Nelligan par Olivar Asselin publiée en 1900.
Selon Paul Wyczynski, « Cette polémique où l'on a dressé aussi Olivar Asselin (décédé) contre Nelligan, fait aujourd'hui figure d'enfantillage tout à fait gratuit quant à l'argumentation insensée de Claude-Henri Grignon. » Dans un long article paru au printemps 2016, les professeurs Hayward et Vandendorpe passent au crible les arguments de Francoli et déconstruisent son « fragile échafaudage », tout en soulignant les différences d'inspiration, de style et de technique poétique entre Dantin et Nelligan,,.

## Postérité
Au cours du XXe siècle, Nelligan devient pour le Québec un « personnage fétiche », comparable à la figure de Rimbaud en France et à celle de James Dean aux États-Unis, inspirant de nombreux hommages, sous forme de poèmes, de films, d'œuvres musicales et plastiques, exaltant son génie, sa folie ou son martyre. Michèle Lalonde mentionne « le chagrin de Nelligan » dans son poème Speak White (1968). Claude Beausoleil résume ainsi sa nouvelle incarnation : « Nelligan le rêveur est devenu, traversant diverses métamorphoses, le rêve même de Nelligan : la Poésie, avec sa majuscule initiale qui est empreinte de douleur et suggère une légèreté musicale sereine. »

### Poèmes en musique
La musicalité des vers de Nelligan attire très tôt musiciens et interprètes. En 1914, D. A. Fontaine met en musique L'Idiote aux cloches avec accompagnement de L. Daveluy. En 1920, Charles Beaudoin écrit des mélodies pour Le Sabot de Noël et Soirs d'automne. En 1930, Léo Roy entreprend de constituer un imposant recueil musical comportant 17 poèmes. En 1941, Léopold Christin réalise une partition pour La Romance du vin. En 1949, Maurice Blackburn compose une autre partition pour L'Idiote aux cloches ainsi que pour Soir d'hiver.
À l'approche du centenaire de naissance de Nelligan, sa poésie attire une nouvelle génération de compositeurs. François Dompierre met lui aussi en musique « L'Idiote aux cloches ». Claude Léveillée crée un accompagnement pour « Soir d'hiver ». En 1974, Monique Leyrac se fait la fervente interprète de la poésie de Nelligan, chantant trente poèmes sur une musique d'André Gagnon. Nicole Perrier chante Le Vaisseau d'or (1966), poème qui sera repris par Claude Dubois en 1987. Richard G. Boucher crée Anges maudits, veuillez m'aider! : cantate dramatique sur des poèmes d'Émile Nelligan. Jacques Hétu compose Le tombeau de Nelligan : mouvement symphonique opus 52, ainsi que Les abîmes du rêve : opus 36. Alberto Kurapel, Lucien Francoeur et Félix Leclerc l'ont aussi évoqué dans leurs chansons.
Au début des années 2000, l'intérêt pour Nelligan n'a pas fléchi. Luck Mervil chante Soir d'hiver. Sui Caedere sort l'album Thrène – Hommage à Émile Nelligan en 2009. Chris Lago compose Émile Nelligan: 7 poèmes mis en musique, 2011.

### Cinéma
En 1969, l'Office du film du Québec produit un long métrage intitulé Le Dossier Nelligan, réalisé par Claude Fournier. Synopsis : un juge, assisté de deux procureurs, fait l'étude du dossier du poète et appelle à la barre un certain nombre de témoins afin de déterminer si le poète était fou ou génial. Ce film, qui prétendait interroger le « mythe » de Nelligan, s'intéressait surtout à l'homme malade et reposait sur cette fausse alternative énoncée dans la conclusion par l'avocat général : « Est-ce le drame de la maladie qui a fait naître la poésie, ou bien la poésie qui a engendré la maladie ». Léo Bonneville résume ainsi l'opinion générale : « un film prétentieux et raté. »
En 1977, la Société de radio-télévision du Québec produit Nelligan : in memoriam sous la direction de Robert Desrosiers. Ce film d'une durée de 59 minutes évoque « les moments les plus significatifs de cette riche mais tragique existence» et met en scène la lecture de quelques-uns de ses poèmes par Albert Millaire. Il est « basé sur une documentation solide. »
En 1991, Robert Favreau réalise Nelligan, film romancé qui évoque les moments les plus déterminants de la vie du poète (Michel Comeau) et met l'accent sur sa relation trouble avec sa mère (Lorraine Pintal), l'hostilité de son père (Luc Morissette), et ses rapports avec divers contemporains, tels le père Seers (Gabriel Arcand), Robertine Barry (Andrée Lachapelle), Arthur de Bussières (David La Haye), Idola Saint-Jean (Dominique Leduc), Joseph Melançon (Patrick Goyette), Jean Charbonneau (Christian Bégin), Gonzague Deslauriers (Luc Picard), Albert Ferland (Martin Drainville), Louis Fréchette (Gilles Pelletier), etc.
Dans La Face cachée de la lune (2003), le personnage principal, créé et interprété par Robert Lepage, produit une vidéo devant présenter différents aspects de la vie terrestre à d'éventuels extraterrestres. Il y lit Devant deux portraits de ma mère.

### Théâtre
En 1979, Michel Forgues crée la pièce Émile Edwin Nelligan, qui fait revivre le poète à partir de fragments divers.
Armand Larouche a recours au même procédé de composition dans sa pièce Nelligan Blanc produite l'année suivante.
En 1980, Normand Chaurette consacre à Nelligan sa première pièce, intitulée Rêve d'une nuit d'hôpital, où le poète « évolue dans un monde régi par des femmes nourricières, une mère, des sœurs et des anges » et dans lequel son internement « symbolise son retour au lieu premier de l'homme, substitut du paradis : le ventre de la mère ». Chaurette en arrive ainsi à « miner la notion de folie en laissant supposer qu'elle n'est, au fond, qu'une perception plus personnelle, moins conventionnelle du réel. ».

### Opéra
L'année 1990 voit la sortie très médiatisée de l'opéra Nelligan, sur une musique d'André Gagnon et un livret de Michel Tremblay, dans une mise en scène d'André Brassard. Parmi les interprètes : Jim Corcoran, Louise Forestier et Renée Claude, Yves Soutière, Michel Comeau, Daniel Jean, Marie-Jo Thério. Dans cet opéra, le protagoniste « est un héros exemplairement québécois » engagé dans une « quête prométhéenne de la poésie » et, en tant que tel, dangereux pour l'ordre social parce que rebelle, insoumis et irréductible. Reprenant la thèse de Jean Larose, Tremblay « s'emploie à réduire le père Seers (Louis Dantin) au benêt qui aurait voulu faire connaître des poèmes édifiants et donner de Nelligan la vision d'un poète catholique » et il attribue le malheur de Nelligan à une famille tiraillée entre deux cultures inconciliables ainsi qu'à l'amour « ambigu, vaguement incestueux » que l'adolescent vouait à sa mère. Selon le chercheur Pascal Brissette, le livret de cet opéra « fournit l'une des versions du mythe les plus fortement travaillées, tant par l'angoisse crispée de l'idéologie nationaliste (québécoise) que par l'idéologie littéraire et le mythe de l'écrivain maudit. »
Cet opéra a été repris, avec un plus petit ensemble, en juillet 2012 à Québec. En 2020, le Théâtre du Nouveau Monde reprend l'œuvre, dans une formule qualifiée d'«opéra de chambre» et une mise en scène de Normand Chouinard avec, notamment, Marc Hervieux, Dominique Côté et Kathleen Fortin.

### Arts plastiques

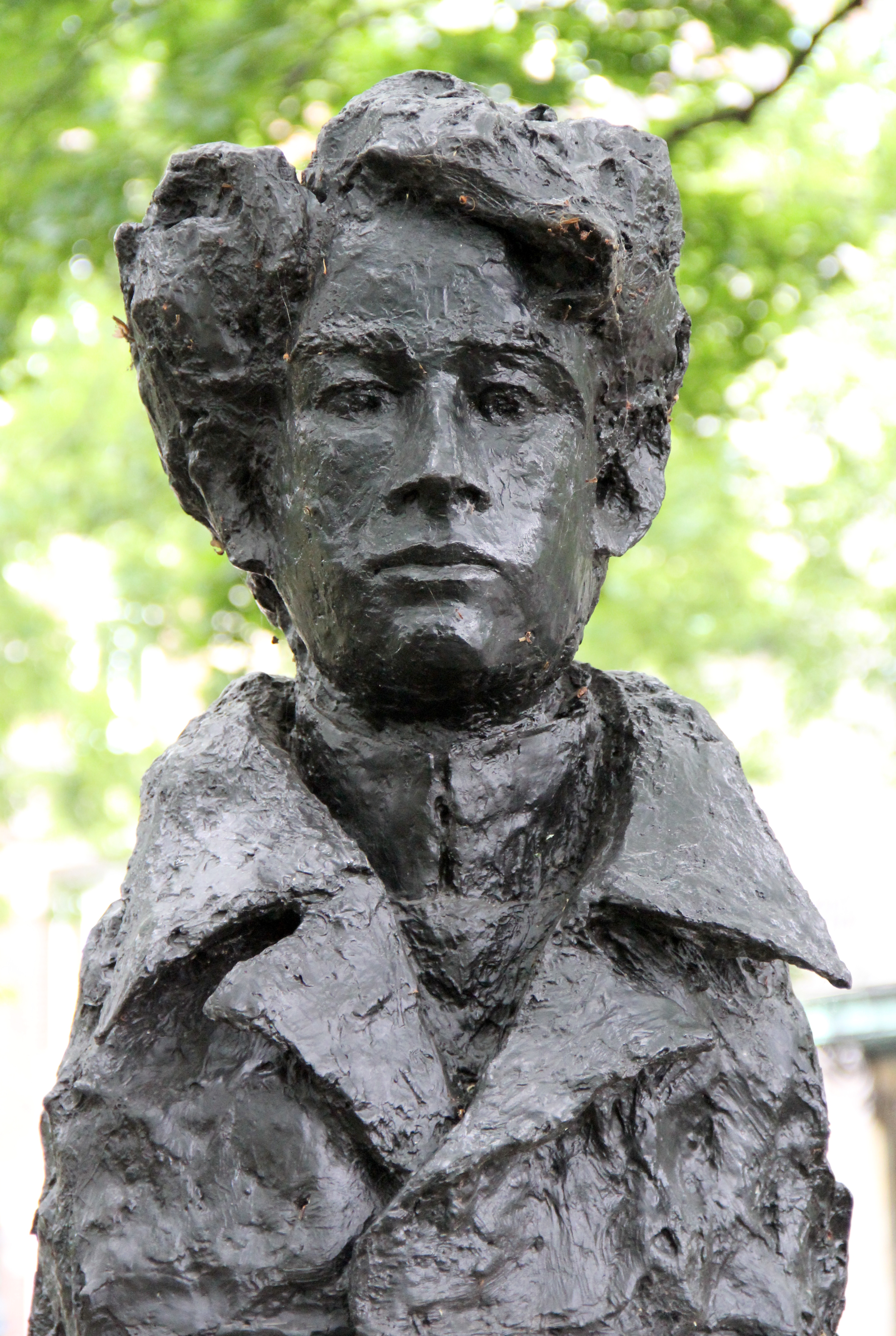
Buste de Nelligan adolescent par Roseline Granet (2005). Carré Saint-Louis. Montréal.

Le peintre Jean Paul Lemieux lui a consacré cinq aquarelles et, surtout, le très célèbre « Hommage à Nelligan » (1966), portrait stylisé du poète avec pour fond le carré Saint-Louis un jour d'hiver et quelques silhouettes de femmes sur fond de neige. Louis Pelletier, de Saint-Antoine-sur-Richelieu, a réalisé des gravures pour illustrer neuf poèmes (1977). Ugo di Palma a exécuté un portrait stylisé de Nelligan.
Les Postes canadiennes publient le 3 mai 1979 un timbre commémoratif du centenaire de sa naissance présentant un vaisseau d'or stylisé réalisé à partir d'une gravure sur bois de l'artiste montréalaise Monique Charbonneau.
En 2004, la ville de Québec érige à proximité du Parlement une œuvre du sculpteur Gregory Pototsky, dans laquelle un buste de Nelligan est placé aux côtés de celui d'Alexandre Pouchkine. Le 7 juin 2005, la Fondation Émile-Nelligan et la Ville de Montréal inaugurent au carré Saint-Louis un buste en sa mémoire réalisé par Roseline Granet.

### Prix Émile-Nelligan
Depuis 1979, le Prix Émile-Nelligan couronne un livre de poésie en langue française d'une ou d'un jeune poète d'Amérique du Nord.

### Inscription au patrimoine national
En 1974, le gouvernement du Canada a désigné Émile Nelligan comme un Personnage historique national en vertu de la Loi sur les lieux et monuments historiques. Pour sa part, le gouvernement du Québec a inscrit en 2007 au Registre du patrimoine culturel le cahier « Les Tristesses », manuscrit rédigé par le poète entre le 11 janvier et le 31 décembre 1929. En mars 2013, une campagne de souscription est lancée par deux étudiants montréalais pour éviter que ne sorte du Québec une copie du poème Le Vaisseau d'or qui était alors mise en vente sur eBay. À la suite du retentissement médiatique de cette initiative, le manuscrit de la main du poète, daté du 4 mars 1912, est retiré des enchères sur eBay et inscrit au patrimoine culturel du Québec.

### Toponymes
Plusieurs villes du Québec ont nommé une rue ou parc en son honneur : Montréal, Québec, Trois-Rivières, Chicoutimi, Boisbriand, Mirabel, Boucherville, Mont-Saint-Hilaire...
Le réseau des bibliothèques publiques de la Ville de Montréal a donné son nom au « Catalogue Nelligan ».
Plusieurs écoles et bibliothèques portent son nom, ainsi que le salon des élèves du Collège Mont-Saint-Louis où il a fait une partie de ses études.
En 1980, une circonscription électorale provinciale située sur l'île de Montréal est dénommée en son honneur, la circonscription Nelligan.
Un hôtel de luxe porte également son nom dans le Vieux Montréal.